# Stanisław Galimow
Stanisław Raisowicz Galimow, ros. Станислав Раисович Галимов (ur. 12 lutego 1988 w Czelabińsku) – rosyjski hokeista narodowości tatarskiej.

## Kariera
- Traktor 2 Czelabińsk (2003-2006)
- Nieftianik Almietjewsk (2006-2008)
- Ak Bars Kazań (2007-2011)
- Ak Bars 2 Kazań (2008/2009)
- Bars Kazań (2009/2010)
- Nieftianik Almietjewsk (2011-2012)
- Atłant Mytiszczi (od 2012)
- CSKA Moskwa (2012-2015)
- Ak Bars Kazań (2015-2017)
- Torpedo Niżny Nowogród (2017-2019)
- Mietałłurg Magnitogorsk (2019)
- Traktor Czelabińsk (2019-2020)
- Dinamo Ryga (2020-2021)
- Oulun Kärpät (2021-2022)
- Awangard Omsk (2022-)

Wychowanek Traktora Czelabińsk. Od 2012 zawodnik Atłanta Mytiszczi. W połowie 2013 przedłużył kontrakt z klubem o trzy lata. Od maja 2014 zawodnik CSKA Moskwa. Od grudnia 2015 do kwietnia 2017 zawodnik Ak Barsu Kazań. Od maja 2017 zawodnik Torpedo Niżny Nowogród. Od maja 2018 zawodnik Mietałłurga Magnitogorsk. Na początku grudnia 2019 został zawodnikiem macierzystego Traktora. Po sezonie 2019/2020 odszedł z klubu. Od sierpnia 2020 zawodnik Dinama Ryga. Od lipca 2021 był bramkarzem fińskiego Oulun Kärpät. Od czerwca 2022 zawodnik Awangarda Omsk.

## Sukcesy
Reprezentacyjne
- Brązowy medal mistrzostw świata juniorów do lat 20: 2008

Klubowe
- Złoty medal mistrzostw Rosji /  Puchar Gagarina: 2009, 2010 z Ak Barsem Kazań
- Puchar Kontynentu: 2015 z CSKA Moskwa
- Brązowy medal mistrzostw Rosji: 2015 z CSKA Moskwa

Indywidualne
- KHL (2008/2009):
  - Piąte miejsce w klasyfikacji skuteczności interwencji w sezonie zasadniczym: 92,8%
  - Piąte miejsce w klasyfikacji średniej goli straconych na mecz w sezonie zasadniczym: 1,81
  - Czwarte miejsce w klasyfikacji meczów bez straty gola w sezonie zasadniczym: 7
  - Drugie miejsce w klasyfikacji średniej goli straconych na mecz w fazie play-off: 1,76
  - Najlepszy pierwszoroczniak miesiąca – listopad 2008
- KHL (2012/2013):
  - Najlepszy bramkarz tygodnia w styczniu 2013[13]
  - Pierwsze miejsce w klasyfikacji skuteczności interwencji w sezonie zasadniczym: 94,3%
  - Czwarte miejsce w klasyfikacji średniej goli straconych na mecz w sezonie zasadniczym: 1,94
- KHL (2014/2015):
  - Najlepszy bramkarz miesiąca – wrzesień 2014[14]
  - Czwarte miejsce w klasyfikacji średniej straconych goli na mecz w turnieju: 1,78
  - Trzecie miejsce w klasyfikacji meczów bez straty gola w sezonie zasadniczym: 6
  - Czwarte miejsce w klasyfikacji meczów bez straty gola w fazie play-off: 2
- KHL (2015/2016):
  - Trzecie miejsce w klasyfikacji średniej goli straconych na mecz w sezonie zasadniczym: 1,51
  - Czwarte miejsce w klasyfikacji skuteczności interwencji w sezonie zasadniczym: 93,8%
  - Czwarte miejsce w klasyfikacji liczby meczów bez straty gola w sezonie zasadniczym: 7
- KHL (2017/2018):
  - Czwarte miejsce w klasyfikacji liczby meczów bez straty gola w sezonie zasadniczym: 7
  - Piąte miejsce w klasyfikacji skuteczności interwencji w fazie play-off: 93,8%